# Megan
Megan (también escrito Meghan, Meagan, Megyn, Meaghan, Meggam etc.) es un nombre propio de origen galés, originalmente un apodo de Meg o Meggie, el cual es una abreviatura de Margaret, originario del griego antiguo: μαργαρίτης (margarítēs) que significa "perla". Megan es uno de los nombres más populares en Gales e Inglaterra. En la actualidad, se usa como nombre independiente más que como un apodo.
Megan fue uno de los nombres más comunes para niñas en el mundo de habla inglesa en la década de los 90, llegando al mejor resultado en 1990 en Estados Unidos y en 1999 en Reino Unido. Aproximadamente el 54% de las personas con el nombre en Estados Unidos han nacido en 1990 o después.

## Personas
- Meghan, duquesa de Sussex (Rachel Meghan Markle; nacida en 1981), ex-actriz estadounidense y miembro de la Familia Real Británica
- Megan Boone (nacida en 1983), actriz estadounidense
- Meagen Fay (nacida en 1957), actriz estadounidense
- Megan Follows (nacida en 1968), actriz canadiense
- Megan Fox (nacida en 1986), actriz estadounidense
- Meagan Good (nacida en 1981), actriz estadounidense
- Megan Marie Hart (nacida en 1983), soprano estadounidense
- Megan Hauserman (nacida en 1981), modelo y personalidad de televisión estadounidense
- Megan Jendrick (nacida en 1984), nadadora estadounidense
- Megyn Kelly (nacida en 1970), periodista y presentadora estadounidense
- Meghan Klingenberg  (nacida en 1988), futbolista estadounidense
- Meaghan Martin (nacida en 1992), actriz estadounidense
- Megan Mullally (nacida en 1958), actriz estadounidense
- Megyn Price (nacida en 1971), actriz estadounidense
- Megan Rapinoe (nacida en 1985), futbolista estadounidense
- Meaghan Rath (nacida en 1986), actriz canadiense
- Meghann Shaughnessy (nacida en 1979), jugadora de tenis estadounidense
- Meghan Trainor (nacida en 1993), cantautora estadounidense
- Megan Young (nacida en 1990), Miss Mundo y actriz filipina-estadounidense
- Megan Thee Stallion (nacida en 1995), rapera estadounidense.

## Personajes ficticios
- Meggan, superheroína de libros publicados por Marvel Comics;
- Megan "Meg" Griffin, personaje de la serie animada Family Guy;
- Megan Parker, personaje de la serie Drake & Josh;
- Megan Sparkles, personaje de la serie Sanjay y Craig;
- Meagan Aylward y Megan Hounsell, personajes de la película Cyberbully;
- Megan Williams, personaje de la serie animada My Little Pony;
- Megan, película de 2023.